# Heroes of the Storm
Heroes of the Storm (prescurtat ca HotS) (cu sensul de Eroii furtunii) este un joc video MOBA dezvoltat și publicat de Blizzard Entertainment pentru Microsoft Windows și macOS. Jocul conține eroi din mai multe francize Blizzard cum ar fi Warcraft, Diablo, StarCraft, The Lost Vikings sau Overwatch. Jocul folosește metode de plată free-to-play sau freemium pentru cumpărarea unor eroi sau a unor caracteristici diferite ale acestora. Blizzard nu caracterizează jocul ca fiind "multiplayer online battle arena" sau "action real-time strategy" deoarece consideră că este ceva diferit; cei de la Blizzard se referă la Heroes of the Storm ca fiind un joc online "hero brawler".
Jocul a fost lansat la 2 iunie 2015.
La sfârșitul lunii iunie 2015, a fost adăugată o „expansiune“ a jocului, Eternal Conflit, aceasta se bazează pe războiul dintre îngeri și demoni din universul Diablo III. Au fost adăugate două hărți noi și patru noi eroi din lumea Diablo.
La începutul lunii septembrie 2016, a fost adăugată o nouă „expansiune“ a jocului, Machine of War. Aceasta a fost inspirată de Starcraft 2 și conține două hărți noi și doi eroi.
De la începutul anului 2017, jocul a devenit complet gratuit pentru toți utilizatorii Battle.net.